# Anisorus homocerus
Anisorus homocerus är en skalbaggsart som först beskrevs av Daniel K. 1900.  Anisorus homocerus ingår i släktet Anisorus och familjen långhorningar. Inga underarter finns listade i Catalogue of Life.